# Alamogordo Daily News
Alamogordo Daily News est un journal américain qui paraît à Alamogordo dans l'État du Nouveau-Mexique aux États-Unis. Il propose aussi bien des informations locales que des informations fournies par  Associated Press ou d'autres agences de presse,,.

## Historique
La date de création du Alamogordo Daily News (Alamo. D. N.) est 1898 d'après le site officiel, mais son origine est bien plus ancienne. Un journal, The Chief, fut fondé à Tularosa comme un hebdomadaire en 1896 puis les locaux déménagèrent à La Luz l'année suivante et changea le nom du journal en Sacramento Chief. Le Journal fut vendu à la Alamorgondo Printing Company et fut renommé bien plus tard Alamorgondo Daily News. Il resta un hebdomadaire jusque dans les années 1950 avant de paraître à rythme journalier.
Les droits du Journal ont été pris puis vendus à plusieurs reprises. Par exemple, en 2001, le groupe Community Newspaper Holdings le vendit à MediaNews Group. Le Alamo. D. N. appartient à un partenariat entre le Texas le Nouveau Mexique, un co-association formée entre MediaNews group et Gannett.
Le quotidien fut distribué chaque soir de semaine jusqu'en Septembre 2006 sauf le lundi matin. Cela fut changé en distribution matinale excepté les lundis. En 2015, le groupe Ganett acquit tous les droits du partenariat cité ci-dessus. 
Le quotidien gagne régulièrement des récompenses de la New Mexico Press Association et de la New Mexico Associated Press Managing Editors.

## Caractéristiques

### Couverture médiatique
Alamogordo Daily News est principalement un média local. Le quotidien possède un groupe de reporters et d'éditeurs chargé d'écrire des articles sur des sujets locaux qui comporte la cité de Almogordo et le village voisin de Tularosa. Avec le groupe Associated Press, il présente également des nouvelles à l'échelle nationale et de l'Etat du nouveau-Mexique. 
Le quotidien partage du contenu avec un autre tabloïd hebdomadaire, Hollogram, sur des évenements se passant à la Holloman Air Force Base.

### Organisation
Le journal papier comporte deux parties :
- A : des nouvelles locales, la météo, une page Opinion, une liste exhaustif d’événements à venir
- B: sports, nouvelles nationales/locales (parfois en alternance avec partie A), des cartoons, des publicités

De plus, du contenu supplémentaire est ajouté selon les jours de semaine:
- Mercredi : As Seen on TV, un supplément présentant le contenu à la télé de la semaine à venir.
- Jeudi : American Profile, un magazine de rotogravure publié par le Publishing Group of America
- Vendredi : Vámonos, un tabloid sur l'art et les divertissements couvrant les comtés de l'Otero et de Lincoln, publié par Alamogordo Daily News et Ruidoso News
- Dimanche : USA Weekend, un magazine national de rotogravure publié par Gannett

La page "Opinion" combine des éditoriaux, des cartoons, des extraits de lettres reçus par la rédaction entre autres.

### Sections récurrentes
Il y a des sections, de l'ordre d'1 page, de photos et d'articles de presse apparaissant une à deux fois par semaine:
- "¿Qué Pasa?" présente des événements locaux passées et à venir
- "Celebrate" présente des annonces de mariage, des commémorations entre autres
- "Kudos" montre des récompenses décernées et de notables achèvements par des personnes et/ou organisations

Il y a également des articles courts sur le jardinage, les Alamogordo Public Schools (Ecoles Publiques), la Alamogordo Public Library (Bibliothèque), les animaux du zoo de la ville et de l'Otero County Community Health Council (Conseil de la santé du Comté de l'Otero). 

### Site internet
Le site internet du quotidien présente tous les contenus éditoriaux diffusés localement. Le site est mis à jour une ou deux fois par jour avec les dernières nouvelles qui seront présentes dans l'édition du lendemain. Il existe également un blog officiel du quotidien.

## Position éditoriale
La position éditoriale de Alamogordo Daily News reste globalement neutre dans ses éditoriaux signés. Le peu de position prise que la direction publie concerne généralement des soutiens à telle et telle élection. Par exemple, durant les élections municipales de mars 2008, la position éditoriale a soutenu un candidat dans la course à la Commission municipale et a soutenu un projet pour l'entretien des rues.
Le quotidien publie un éditorial à chaque numéro, but ils sont souvent de ré-impressions d'autres journaux issue de MediaNews Group. Les cartoons présents dans les numéros sont fournis par une source externe, le Copley News Service. Le chroniqueur Jay Miller de Santa Fe apparaît fréquemment dans la rubrique "Inside the Capitol" consacrée à la politique du Nouveau-Mexique. 
Les employés du journal signent parfois des articles d'opinion qui figurent en bonne place dans la page "Opinion" mais qui ne sont pas des positions officielles de la direction du journal. Par exemple, en 2007, il y eut un projet controversé présenté devant la législature de l’État pour interdire de fumer dans les lieux intérieurs et de travail. Alamo. D. N. signa des articles d'opinion pour et contre ce projet de loi,.  